# Aberdeen (Idaho)
Aberdeen es una ciudad ubicada en el condado de Bingham en el estado estadounidense de Idaho. En el año 2010 tenía una población de 1994 habitantes y una densidad poblacional de 766,92 personas por km².La comunidad recibió su nombre de Aberdeen, en Escocia.

## Geografía
Aberdeen se encuentra ubicado en las coordenadas 42°56′36″N 112°50′22″O / 42.94333, -112.83944. Según la Oficina del Censo, la localidad tiene un área total de 2,6 km² (1 mi²), de la cual 2,6 km² (1 mi²) es tierra y 0 km² (0 mi²) (0.0%) es agua.

## Demografía
En el 2000 la renta per cápita promedia del hogar era de $28,625, y el ingreso promedio para una familia era de $31,393. En 2000 los hombres tenían un ingreso per cápita de $27,537 contra $19,531 para las mujeres. El ingreso per cápita para la localidad era de $10,907. Alrededor del 20.5% de la población estaba bajo el umbral de pobreza nacional.

## Transporte

### Aeropuerto
El Aeropuerto Municipal de Aberdeen es un aeropuerto de uso público propiedad de la ciudad ubicado a dos millas náuticas (3,7 km) al suroeste del distrito central de negocios de Aberdeen.